# Fortyfikacje Vaubana
Fortyfikacje Vaubana – fortyfikacja składająca się z dwunastu grup warownych umiejscowionych wzdłuż zachodnich, północnych i wschodnich granic Francji.
Zaprojektowane zostały przez Sebastiana Vauban (1633–1707), francuskiego inżyniera wojskowego króla Ludwika XIV.
W 2008 r. Fortyfikacje Vaubana dodane zostały do listy światowego dziedzictwa UNESCO.

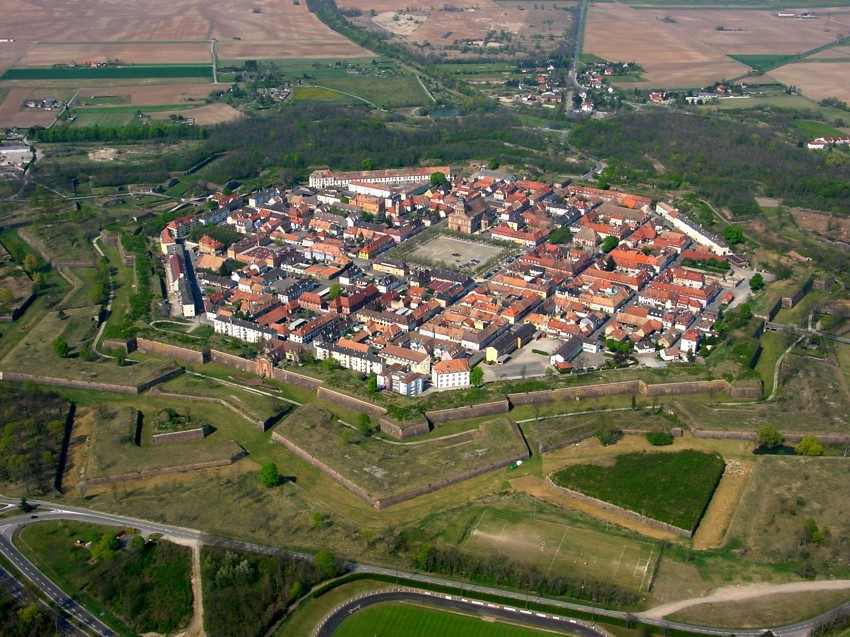
Miejscowość Neuf-Brisach
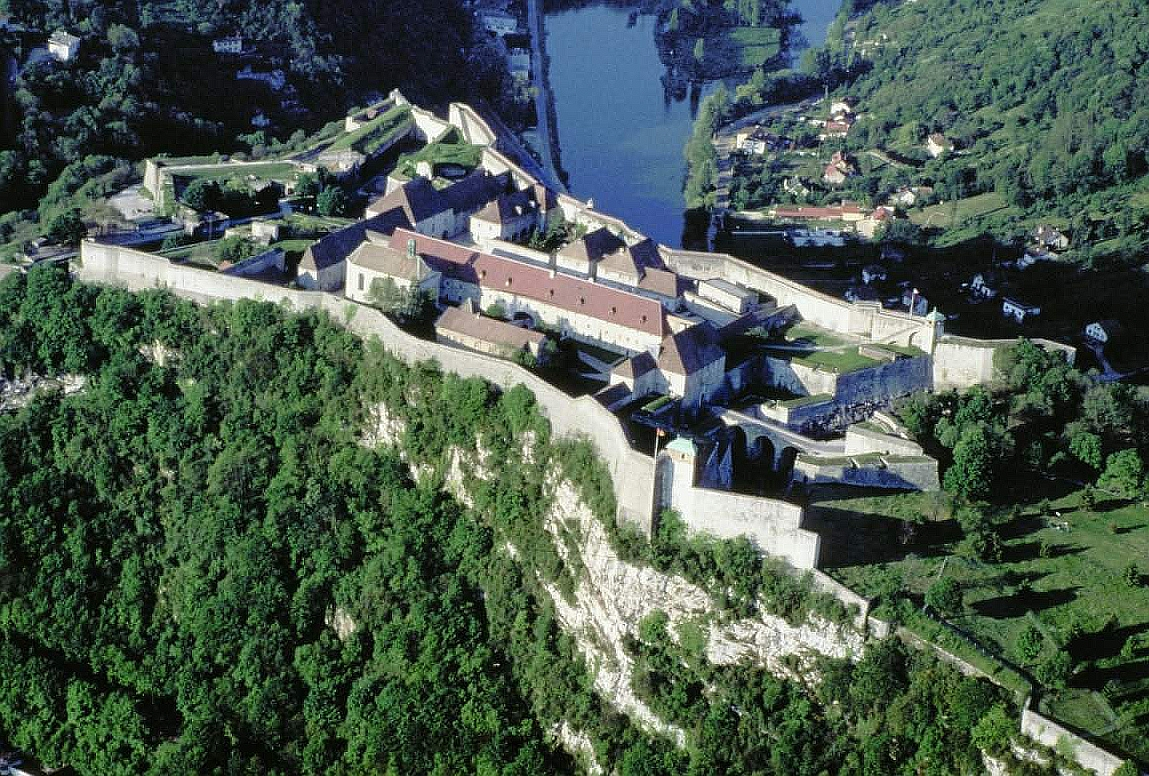
Cytadela w Besançon

## Lista miejsc objętych ochroną
- Arras, Pas-de-Calais: cytadela
- Besançon, Doubs: cytadela, mury obronne miasta oraz Fort Griffon(inne języki)
- Blaye-Cussac-Fort-Médoc, Żyronda: cytadela w Blaye, mury obronne miasta, Fort Paté(inne języki) oraz Fort Médoc(inne języki)
- Briançon, Hautes-Alpes: mury obronne miasta, Redoute des Salettes(inne języki), Fort des Trois-Têtes(inne języki), Fort w Randouillet, most w Asfeld
- Camaret-sur-Mer, Finistère: Tour dorée (albo Tour Vauban)
- Longwy, Meurthe i Mozela: ville neuve
- Mont-Dauphin, Hautes-Alpes: place forte
- Mont-Louis, Pyrénées-Orientales: cytadela oraz mury obronne miasta
- Neuf-Brisach, Haut-Rhin: ville neuve/Breisach (Niemcy): brama do Renu
- Saint-Martin-de-Ré, Charente-Maritime: mury obronne miasta oraz cytadela
- Saint-Vaast-la-Hougue/Tatihou, Manche: wieża obserwacyjna
- Villefranche-de-Conflent, Pyrénées-Orientales: mury obronne miasta, Fort Libéria(inne języki) oraz Cova Bastera(inne języki)

Dwa początkowo uznane miejsca, później usunięte z ostatecznej listy:
Bazoches, Nièvre: twierdza;
Belle-Île-en-Mer, Morbihan: cytadela oraz mury otaczające Le Palais.